# توبياس بريس
توبياس بريس (بالألمانية: Tobias Preis)‏ (و. 1981  م) هو باحث ألماني.

## التعليم
تعلم في جامعة ماينتس
.